# Cobunus filicornis
Cobunus filicornis là một loài tò vò trong họ Ichneumonidae.